# Bechlín
Bechlín är en ort i Tjeckien.   Den ligger i regionen Ústí nad Labem, i den centrala delen av landet, 40 km norr om huvudstaden Prag. Bechlín ligger 218 meter över havet och antalet invånare är 1 150.
Terrängen runt Bechlín är platt. Runt Bechlín är det ganska tätbefolkat, med 111 invånare per kvadratkilometer. Närmaste större samhälle är Štětí, 4,7 km nordost om Bechlín. Området runt Bechlín består till största delen av jordbruksmark.
Trakten ingår i den hemiboreala klimatzonen. Årsmedeltemperaturen är 9 °C. Den varmaste månaden är juli, då medeltemperaturen är 20 °C, och den kallaste är januari, med −6 °C.